# Sub Cetate, Oradea

Vedere din Centrul Civic

Sub Cetate este un cartier al orașului Oradea.
Denumirea i se trage de la poziția acestuia, el se află lângă cetatea din Oradea .
 Acest articol despre o localitate din județul Bihor este deocamdată un ciot. Puteți ajuta Wikipedia prin completarea lui.